# محمد المقرن
محمد بن عبد الرحمن بن سعد المقرن (مواليد 1398 هـ/6 يوليو 1978م) في مدينة الرياض بـ المملكة العربية السعودية. هو شاعرٌ ومؤلفٌ سعوديّ، وقاضي في المجلس الأعلى للقضاء في المملكة العربية السعودية.

## مؤهلاته العلمية
نال البكالوريوس والماجستير والدكتوراه من جامعة الإمام محمد بن سعود الإسلامية بالرياض بتقدير ممتاز في الفقه المقارن.

## مناصب تقلدها
- قاضٍ في المحكمة العامة بالرياض.
- مستشار قضائي بالمجلس الأعلى للقضاء.[3]
- أستاذ جامعي متعاون في الدراسات والقانون في عدد من الجامعات.[2]

## أنشطة ومشاركات
- ممثل المجلس الأعلى القضاء لدى هيئة الخبراء في صياغة عدد من الأنظمة ومراجعتها.
- مشارك في صياغة عدد من اللوائح المنظمة في المجلس الأعلى للقضاء.
- ممثل في عدد من الندوات الخارجية ومشارك في عدد من القنوات الإعلامية.
- عضو الجمعية القضائية السعودية ( قضاء ) .
- له إنتاج مطبوع ومسموع،
- له قصيدتان تدرسان في مناهج التربية والتعليم في المملكة العربية السعودية.[2]

## مؤلفاته
صدر للشاعر ثلاثة دواوين مطبوعة بالإضافة إلى قصيدتين تدرس في منهج الأدب في مدارس المملكة العربية السعودية:
- الدواوين هي:
- مليكة الطهر.[4]
- أنشودة الخريف.[4]
- أحدث الليل.[4]

إصدارات أخرى:
- كتاب الأسير (تحت الطبع).[2]
- اختيارات الشيخ عبد الله ين حميد وآراؤه الفقهية في قضايا معاصرة (رسالة دكتوراة).[5]

## وصلات خارجية
- الموقع الرسمي للدكتور محمد المقرن نسخة محفوظة 22 أكتوبر 2017 على موقع واي باك مشين.
- حساب الشاعر د محمد المقرن على موقع تويتر
- صفحة د محمد المقرن على موقع أبجد
- صفحة اقتباسات الشاعر د. محمد المقرن على موقع أبجد
- صفحته على موقع شعراء.
- لقاء محمد المقرن في برنامج متعة الأدب، قناة المجد.
- صورة المرأة في ديوان "مليكة الطهر" د. خليل أبو ذياب.